# Сара Вейсі
Сара Вейсі (англ. Sarah Vasey, 27 серпня 1996) — британська плавчиня.
Учасниця Олімпійських Ігор 2020 року.
Чемпіонка Європи з водних видів спорту 2020 року.
Переможниця Ігор Співдружності 2018 року.